# Bruno Weigl
Bruno Weigl (* 16. Juni 1881 in Brünn; † 25. September 1938 in Brünn) war ein mährischer Musikschriftsteller und Komponist. Er war Schüler von Otto Kitzler, der seit 1871 den Brünner Musikverein als Musikdirektor leitete.

## Werke

### Oper
- Mandragola (1912, Brünn)

### Lieder
- The Watchman's Report, Text von Sir John Bowring (1792–1872)
- Schmieds Schmerz (op. 1 n. 7), Text von Otto Julius Bierbaum (1865–1910)

### Orgel
- Stimmungsbilder, zu drei Chorälen für Orgel (Opus 12), Erstausgabe, Leipzig 1916

## Schriften
- Weigl, Bruno: Harmonielehre. Band 1: Die Lehre von der Harmonik der diatonischen, der ganzton. und der chromatischen Tonreihe. 1925, Mainz: B. Schott’s Söhne
- Weigl, Bruno: Harmonielehre. Band 2: Musterbeispiele zur Lehre von der Harmonik. 1925, Mainz: B. Schott’s Söhne
- Weigl, Bruno: Handbuch der Violoncell-Literatur: Systematisch geordnetes Verzeichnis der Solo- und instruktiven Werke für den Violoncell / Zusammengestellt, mit kritischen Erläuterungen und Angabe der Schwierigkeitsgrade versehen. 1929, Wien: Universal-Edition
- Weigl, Bruno (u. a.): Handbuch der Orgelliteratur: Systematisch geordnetes Verzeichnis der Solokompositionen und instruktiven Werke für Orgel ... / Zusammengestellt, mit kritischen Erläuterungen und Angaben der Schwierigkeitsgrade versehen. Vollständige Umarbeitung des Führers durch die Orgelliteratur, hrsgg. von Kothe; Forchhammer, neubearb. von O. Burkert. 1931, Leipzig: Leuckart